# Арунас Дулкіс

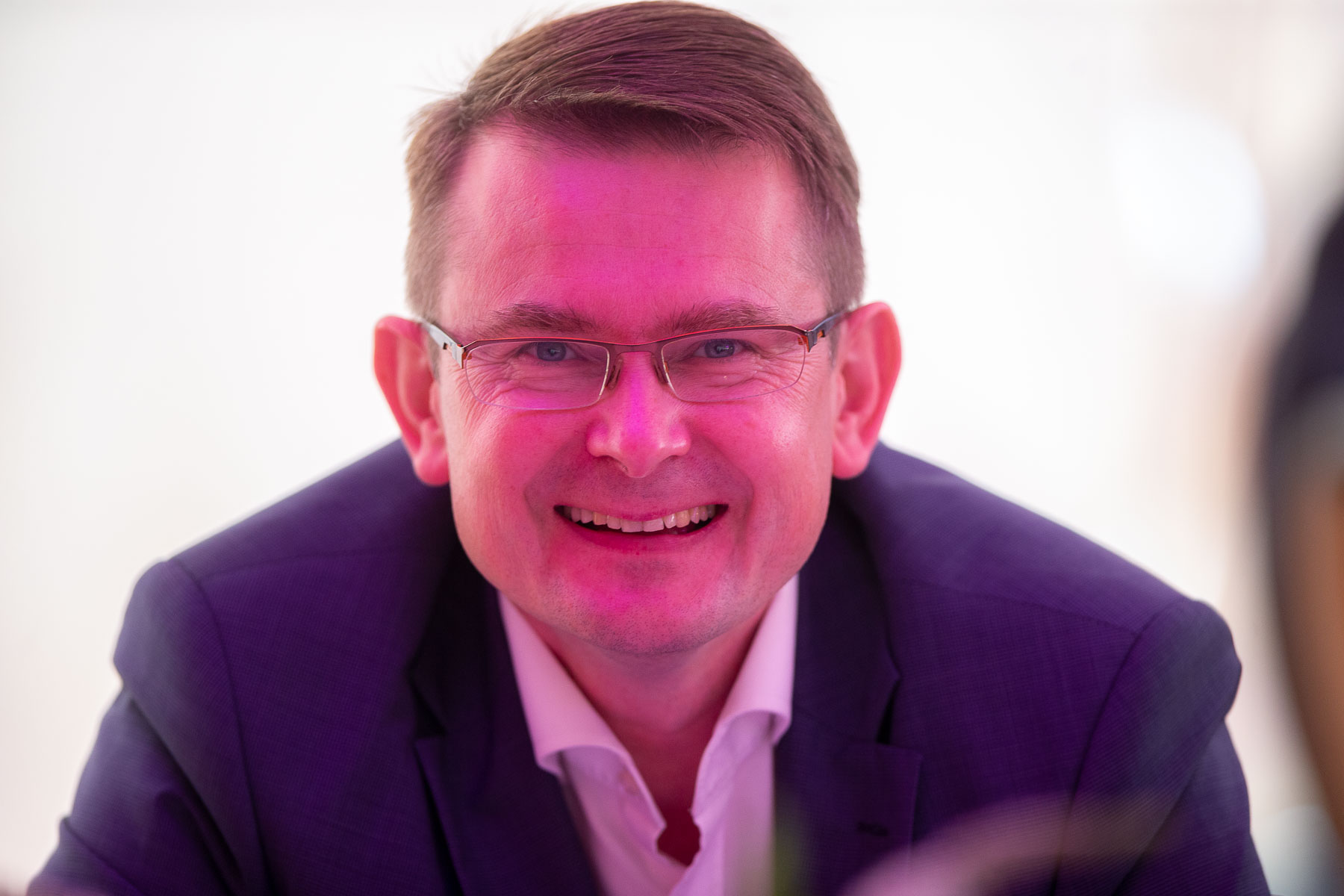

Арунас Дулкіс (лит. Arūnas Dulkys; нар. 22 жовтня 1972) — економіст, кандидат соціальних наук та колишній генеральний державний аудитор, міністр охорони здоров'я Литви.
7 грудня 2020 року його було затверджено міністром охорони здоров'я в Кабінеті міністрів Інґріди Шимоніте.

## Біографія
У 1990 році закінчив школу в Расейняї і вступив на економічний факультет Вільнюського університету, вивчав фінанси та кредит. У 1995 році закінчив Вільнюський університет за кваліфікацією економіста.
З 1992 по 1996 рік в Банку Литви обіймав посаду касира, помічника керівника, керівника та керівника підрозділів касових операцій комерційних банків.
У 1996 році він став директором касового департаменту Банку Литви . Він обіймав цю посаду до 2004 року. З 2004 по 2005 рік працював консультантом голови правління Банку Литви.
З 2006 по 2007 рік був економічним радником спікера Сейму, керівником секретаріату спікера Сейму.
З 2006 по 2010 рік він ще більше поглибив свої знання з економіки в докторантурі на кафедрі теоретичної економіки Економічного факультету Вільнюського університету. Його науковими інтересами були Європейський економічний та валютний союз, історія литовської національної валюти (лит) та глобалізація.
У 2007 році став директором нещодавно створеного 8-го Департаменту аудиту Державної аудиторської служби Литовської Республіки, який відповідає за аудит системи управління та контролю структурної допомоги Європейського Союзу. Він очолював цей відділ до 14 квітня 2015 року.
У 2010 році він захистив докторську дисертацію у Вільнюському університеті на тему «Політична економія розвитку Єврозони: асиметрії та цілісний підхід» та здобув ступінь кандидата соціальних наук.
У період з 2011 по 2015 рік Дулкіс був також викладачем кафедри теоретичної економіки Економічного факультету Вільнюського університету.
З 2015 по 2020 рік був Генеральним аудитором Литовської Республіки.